# Goffredo Lombardo
Goffredo Lombardo (* 15. Mai 1920 in Neapel, Italien; † 2. Februar 2005 in Rom) war ein italienischer Filmproduzent.
Lombardo hat – obwohl er bereits 1951 mit 31 Jahren sein Debüt als Produzent gab – nur 18 Spielfilme produziert. Er war der Sohn des Filmproduzenten Gustavo Lombardo (1885–1951), der 1904 die traditionsreiche Filmfirma Titanus gegründet hatte, und übernahm nach dem Tod seines Vaters die Leitung des Unternehmens.

## Filmografie (Auswahl)
- 1960: Rocco und seine Brüder (Rocco e i suoi fratelli)
- 1962: Der goldene Pfeil (La freccia d'oro)
- 1962: Tagebuch eines Sünders (Cronaca familiare)
- 1962: Insel der verbotenen Liebe (L'isola di Arturo)
- 1962: Die vier Tage von Neapel (Le quattro giornate di Napoli)
- 1962: Sodom und Gomorrha (Sodom and Gomorrah)
- 1963: I giorni contati
- 1963: Die Verlobten (I fidanzati)
- 1963: Der Leopard (Il gattopardo)
- 2000: Maria, Tochter ihres Sohnes (Maria, figlia del suo figlio)

## Auszeichnungen
Lombardo wurde mit vier David di Donatellos ausgezeichnet und zweimal mit dem Nastro d’Argento. Bei den Filmfestspielen von Venedig 1995 wurde er mit dem Goldenen Löwen für sein Lebenswerk ausgezeichnet.